# M320
L'M320 (GLM, Grenade Launcher Module) è la designazione dell'United States Army riferita ad modulo lanciagranate da 40 mm per fucile d'assalto.
Concepito per sostituire l'attuale M203, il concorso nell'US Army per il nuovo lanciagranate è stato vinto dalla Heckler & Koch.
Deriva, pur differenziandosene in diversi punti, dal lanciagranate H&K AG-C.